# Église Saint-Ferréol de Curgy
L'église Saint-Ferréol de Curgy est une église située sur le territoire de la commune de Curgy, dans le département français de Saône-et-Loire et la région Bourgogne-Franche-Comté.

## Historique
L'église, que la technique de sa construction fait remonter à la seconde moitié du XIe siècle, est l'une des plus anciennes de l'Autunois. Elle se caractérise par un plan rectangulaire (dimensions : 24 x 12 mètres). Elle est dépourvue de transept et dispose d'un chevet plat où s'encastre le fond de l'abside. Le clocher, de section carrée avec beffroi, se dresse à la verticale de la première travée. 
Particulièrement dépouillée, elle est dépourvue de décoration, exception faite du portail principal, qui est décoré de deux petits chapiteaux que le temps a usés (celui de droite représente, peut-être, Moïse priant Dieu de donner la victoire à Josué se battant contre les Amalécites). 
L'église se termine par trois absides arrondies. 
Son clocher, coiffé en bâtière, est percé de deux baies à colonnes jumelées sur les quatre faces ; il date du début du XIIe siècle.

## Protection
L'église fait l'objet d'un classement au titre des monuments historiques depuis un arrêté du 18 mai 1897.

## Description
L’église est constituée d’une nef de quatre travées, rythmées de piliers cruciformes avec impostes, de grandes arcades en plein cintre et de voûtes en berceau sur doubleaux. 
Les collatéraux sont couverts de voûtes en demi-berceaux sur arcs en plein cintre. Quant au choeur, il se compose d’une abside et de deux absidioles en cul-de-four.
Dans le cul-de-four de l'abside apparaît une peinture murale du XIIe siècle, représentant un Christ en Majesté dans une mandorle, au-dessus de l'autel, entouré du tétramorphe (les quatre évangélistes représentés par leurs symboles). Cette peinture haute de 3,78 mètres fut sauvée de la destruction par Jacques Gabriel Bulliot, qui obtint son classement en 1897. Elle fut restaurée en 1954 et 1958, et en 1985 pour le chœur. 

## Culte
Édifice consacré du diocèse d'Autun relevant de la paroisse Notre-Dame de la Drée – qui en est affectataire au titre de la loi de 1905 –, l'église de Curgy est, mille ans après sa construction, un lieu de culte catholique. 